# Avenue de la République (Bondy)
Pour les articles homonymes, voir Avenue de la République.
L'avenue de la République, est un axe de communication de Bondy, reliant le centre historique de la ville, au quartier de la Gare,.

## Situation et accès

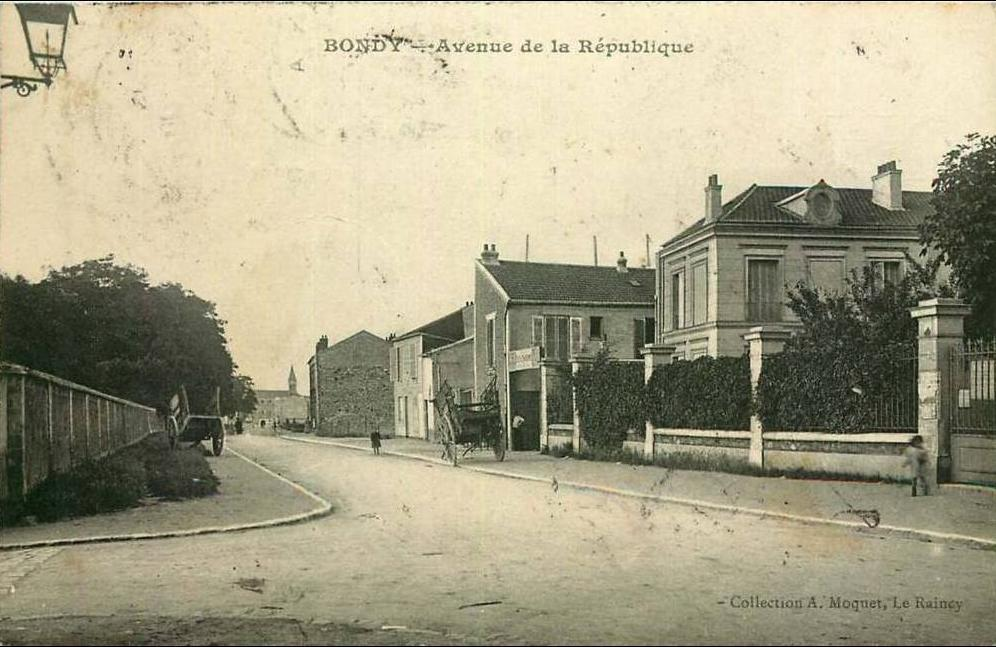
Bondy: L'avenue de la République.

Entamant son tracé à l'église Saint-Pierre, cet axe de communication est tout d'abord une voie piétonnière appelée cours de la République, passant entre le square François-Mitterrand et le square du Huit-Mai-1945.
Traversant la rue Louis-Auguste-Blanqui, elle s'ouvre au trafic automobile, puis rencontre la rue du Champart et l'allée Jean-Courtade. Elle croise ensuite la rue Édouard-Vaillant (ancienne rue du Chêne-Rond).
Elle se termine à la place de la République, où se rencontrent la rue Roger-Salengro et la rue de la Liberté.

## Origine du nom

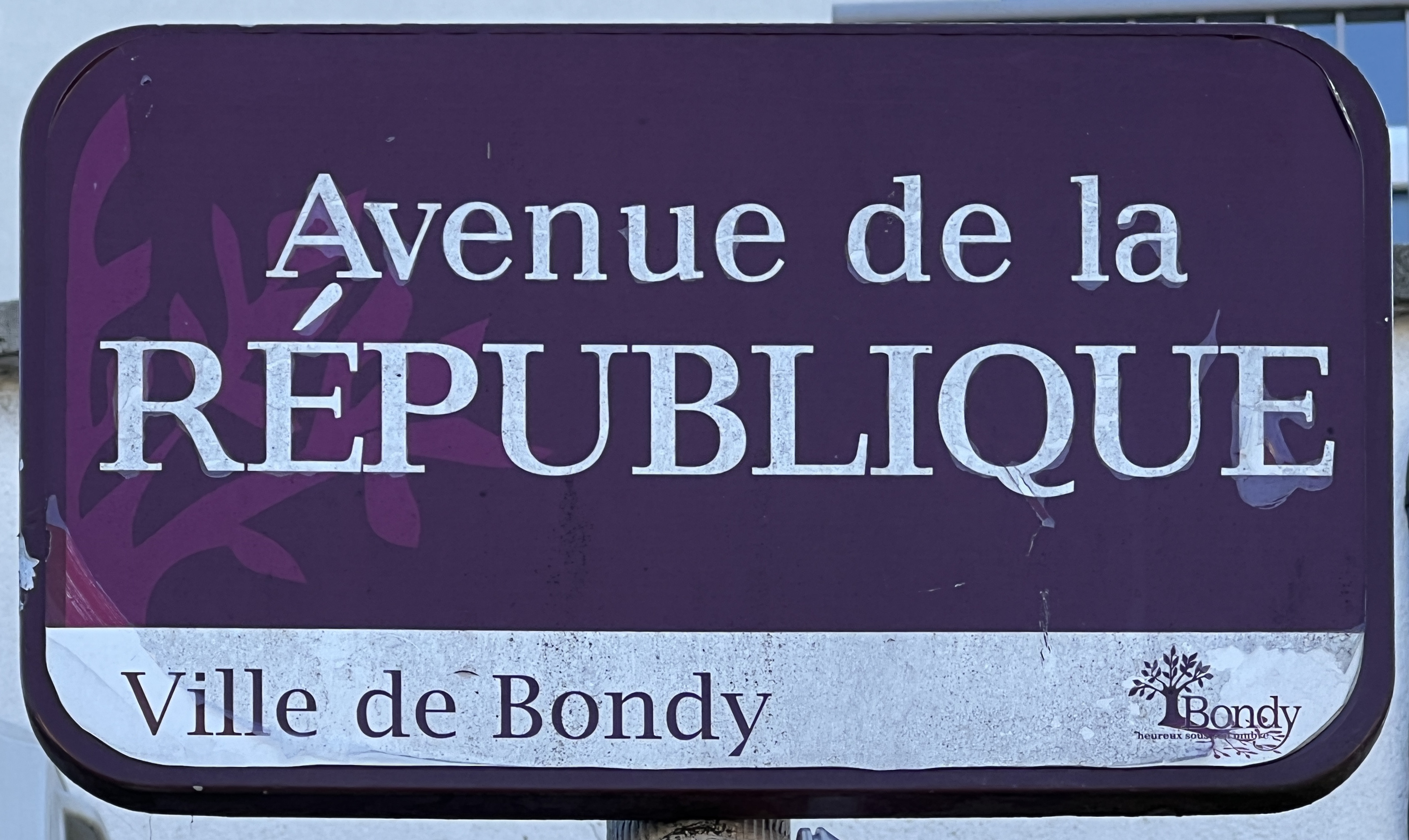
Plaque de l'avenue.

Cette avenue est nommée ainsi en l'honneur de la Troisième République et plus généralement de la République française.

## Historique
Dès 1964, des fouilles archéologiques mirent au jour des sarcophages de plusieurs périodes, gallo-romaine à carolingienne.

## Bâtiments remarquables et lieux de mémoire

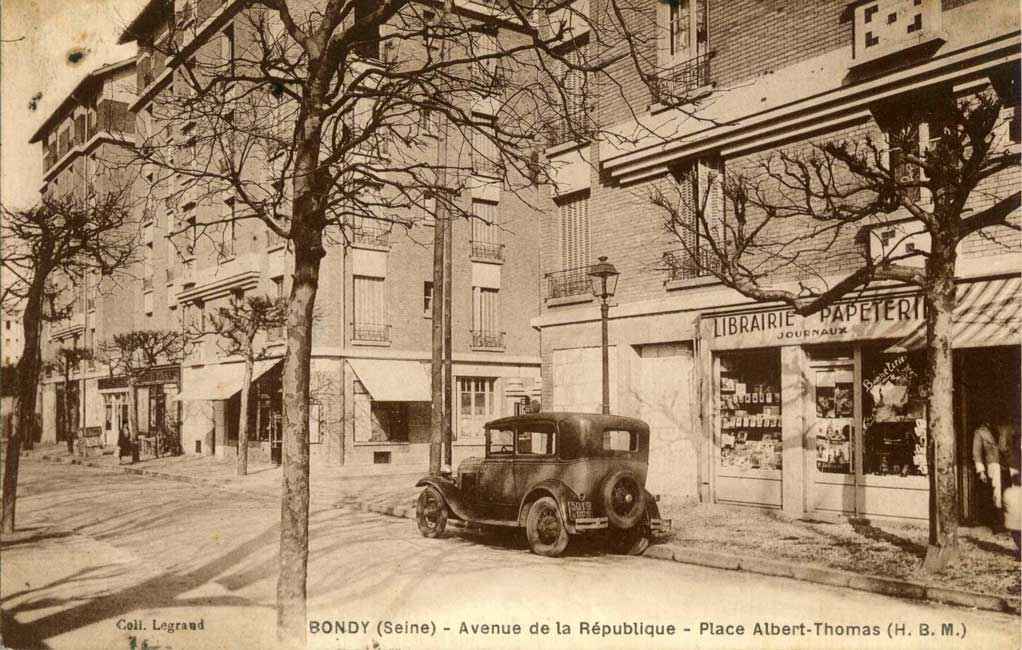
HBM de l'avenue de la République.

- Gare de Bondy, sur la ligne de Paris-Est à Strasbourg-Ville et la ligne de Bondy à Aulnay-sous-Bois, dite ligne des Coquetiers.
- Église Saint-Pierre[4], reconstruite en 1750 sur l'emplacement d'un premier édifice datant du XIe siècle.
- Square François-Mitterrand.
- Hôtel de ville de Bondy, inauguré en 1969[5].
- Place Albert-Thomas, qui donne sur l'avenue. Il s'agit de la place centrale d'une habitation à bon marché construite en 1933, qui représentait l'avancée sociale de répondre aux nouveaux critères d’hygiène de l'époque[6].